# Avista Media
Avista Media – ogólnopolski dostawca usług call center/contact center posługujący się modelem business proces outsourcing (BPO). Pełni usługi dla przedsiębiorstw oraz instytucji, które w ramach swojej działalności prowadzą kontakty z dużymi grupami klientów. Korzystając z rozbudowanego zespołu telemarketerów obsługuje relacje z klientami wykorzystując do tego drogę telefonicznego oraz internetowego kontaktu.

## Opis
Avista Media jest spółką zależną Telefonii Dialog (DIALOG), należącej do Grupy Kapitałowej KGHM Polska Miedź. Firma prowadzi dwa contact center – pod Wrocławiem i w Legnicy, w których pracuje w łącznie 300 konsultantów, marketerów i specjalistów IT. Firma w pełnym zakresie obsługuje kontakty z blisko 700 tys. abonentów oraz internautów Telefonii Dialog. Realizuje również kampanie dla innych operatorów telekomunikacyjnych oraz instytucji i firm z różnych branży. Zadaniem konsultantów telefonicznych Avista Media jest udzielanie informacji, realizacja zleceń i zamówień, przyjmowane zgłoszeń i reklamacji, obsługa użytkowników internetu, diagnoza awarii i pomoc przy uruchamianiu usług, planowanie wizyt handlowych, a także prowadzanie telefonicznej akcji informacyjnych i sprzedaży.

## Historia
Historia firmy Avista Media rozpoczęła się od utworzenia w 1999 roku Telefonicznego Biura Obsługi Klientów (telecentrum) Telefonii Dialog SA – jednego z pierwszych i największych niezależnych operatorów telefonii stacjonarnej w Polsce. Sześć lat później, w roku 2005, utworzona została spółka Avista Media, z myślą o realizacji innowacyjnych projektów biznesowych na rzecz DIALOGU w dziedzinie nowych mediów, zwłaszcza w związku z rozwojem projektu telewizji cyfrowej IPTV. Dalsza rozbudowa związana była z przyłączeniem w 2007 roku do spółki 80 stanowisk operatorskich TeleCentrum Dialog, co miało na celu udoskonalenie procesów zdalnej obsługi klientów i abonamentów; wraz ze zmianą modelu biznesowego i profilu działalności spółki. Avista Media w 2008 roku wdrożyła zorganizowany system telewizji cyfrowej (IPTV), a następnie przekazała go Telefonii Dialog. Sama postawiła na wdrożenie modelu BPO (Business Process Outsourcing) i oferowanie usług call center / contact center dla przedsiębiorstw i instytucji. W tym celu w 2009 roku przeprowadzona została rozbudowa i modernizacja telecentrum w nowoczesne multimedialne contact center. W marcu 2009 roku spółka uruchomiła nowy oddział: całodobowe contact center na 100 stanowisk działające na terenie Legnickiego Parku Technologicznego. W lipcu 2011 roku Anna Głaz, konsultantka legnickiego telecentrum Avista Media, została laureatką ogólnopolskiego konkursu Telemarketer Roku 2011 w kategorii sprzedaż outbound.
Z Avista Media współpracują nie tylko partnerzy z branży telekomunikacyjnej, ale także samorządy oraz instytucje – od początku lipca 2011 roku Avista Media świadczy usługi telerejestracji dla Miedziowego Centrum Zdrowia, jednej z większych placówek medycznych na terenie Dolnego Śląska.